# مارلین ویلیس
مارلین ویلیس (۱۳ ژانویه ۱۹۴۲–۲۹ مارس ۱۹۸۲) خواننده آمریکایی بود که در دهه ۱۹۵۰ در بسیاری از برنامه‌های مختلف تلویزیونی اجرا می‌کرد و بعداً بعنوان بازیگر مهمان در برخی از مجموعه‌های تلویزیونی ظاهر می‌شد.